# Basilique Santa Maria Regina degli Apostoli alla Montagnola
L'église Santa Maria Regina degli Apostoli alla Montagnola (en français : église Sainte-Marie-Reine-des-Apôtres à Montagnola) est une basilique mineure située dans le quartier Ostiense de Rome, régie par la Société de Saint-Paul.

## Histoire
Fondée par le bienheureux Giacomo Alberione, l'église sera construite entre 1945 et 1954. Elle est située contre la maison généralice de la Société de Saint-Paul. C'est l'architecte Leone Favini qui mena à bien le projet, s'inspirant de l'architecture baroque romaine.
Depuis 1965, elle est le siège du titre cardinalice Regina Apostolorum. Érigée en paroisse le 26 octobre 1976, le pape Jean-Paul II élèvera l'église au rang de basilique mineure le 4 avril 1984.
Elle abrite les dépouilles du bienheureux Giacomo Alberione, du bienheureux Timoteo Giaccardo et de la vénérable Tecla Merlo, qui sont exposées à la vénération des fidèles.